# Л’Аи-ле-Роз (округ)
Л’Аи-ле-Роз (фр. L’Haÿ-les-Roses) — округ (фр. Arrondissement) во Франции, один из округов в регионе Иль-де-Франс. Департамент округа — Валь-де-Марн. Супрефектура — Л’Ай-ле-Роз.
Население округа на 2006 год составляло 249 475 человек. Плотность населения составляет 7128 чел./км². Площадь округа составляет всего 35 км².